# Black Clouds & Silver Linings
A Black Clouds & Silver Linings az amerikai progresszív metal együttes Dream Theater 2009-ben megjelent tizedik stúdióalbuma. A lemez három különböző formátumban jelent meg: az új dalokat tartalmazó hagyományos CD mellett egy 3CD-s speciális változat és egy 3CD+DVD+2LP összeállítású boxset alakjában.
Megjelenése hetében a 6. helyen került a Billboard 200-as lemezeladási listájára az album, amely a zenekar történetének eddigi legjobb helyezése. Az első kislemez és videóklip az "A Rite of Passage" dalhoz készült, amelynek témája a szabadkőművesség.
A Six Degrees of Inner Turbulence (2002) albumon megkezdett ún. "12-lépéses szvit" (Twelve-step Suite), amely Mike Portnoy dobos alkoholizmushoz fűződő viszonyát dolgozza fel, a "The Shattered Fortress" című dal három tételében kerül lezárásra. A lemezen szereplő dalok zenéjét a zenekari tagok közösen szerezték, kivétel a "Wither", amit John Petrucci gitáros egymaga írt. A "The Best of Times" dal szövegében Mike Portnoy az év elején, 69 évesen, rákban elhunyt édesapjára (aki a Dream Theater névadója is volt egyben) és a vele töltött időkre emlékezik.

## Az album dalai
1. "A Nightmare to Remember" – 16:10
2. "A Rite of Passage" – 8:35
3. "Wither" – 5:25
4. "The Shattered Fortress" – 12:49 
X. "Restraint"
XI. "Receive"
XII. "Responsible"
5. "The Best of Times" – 13:07
6. "The Count of Tuscany" – 19:16

## Limitált kiadások
- Az album limitált példányszámú speciális kiadása két további CD-t tartalmaz. Az elsőn különböző feldolgozások szerepelnek, míg a másodikon a teljes Black Clouds & Silver Linings ének nélküli, instrumentális változata.
- A boxset-változat a speciális kiadás 3 CD-jén túl tartalmazza a Black Clouds & Silver Linings albumot dupla bakelitlemezen, valamint egy bónusz DVD-t.

### Bónusz CD: Uncovered 2008-2009
Az alábbi feldolgozások nem csak a limitált kiadásokhoz csatolt bónusz CD-n találhatóak meg, hanem egyenként, önállóan letölthető, digitális kislemezként is kiadásra kerültek az album megjelenése előtti hetekben.
1. "Stargazer" (Rainbow feldolgozás) – 8:10
2. "Tenement Funster / Flick of the Wrist / Lily of the Valley" (Queen feldolgozás) – 8:17
3. "Odyssey" (Dixie Dregs feldolgozás) – 7:59
4. "Take Your Fingers From My Hair" (Zebra feldolgozás) – 8:18
5. "Larks' Tongues in Aspic, Part Two" (King Crimson feldolgozás) – 6:30
6. "To Tame a Land" (Iron Maiden feldolgozás) – 7:15

## Közreműködők
- James LaBrie – ének
- John Petrucci – gitár és háttérvokál
- John Myung – basszusgitár
- Mike Portnoy – dobok és háttérvokál
- Jordan Rudess – billentyűs hangszerek
- Jerry Goodman - hegedű a The Best of Times, az Odyssey és a Larks' Tongues in Aspic Pt II dalokban

## Külső hivatkozások
- Dream Theater hivatalos oldal
- Encyclopaedia Metallum – Dream Theater: Black Clouds & Silver Linings
- Black Clouds & Silver Linings dalszövegek
- Dream Theater: Black Clouds & Silver Linings boxset
- Dream Theater a Billboard listáján